# Jacinto R. Yaben
Jacinto Rufino Yaben (Buenos Aires, 11 de agosto de 1887 - 16 de enero de 1981) fue un marino e historiador argentino, autor de importantes obras historiográficas y de un ambicioso proyecto de Biografías Argentinas y Americanas, que no llegó a publicar por completo.

## Carrera naval
Nacido en la capitán de la Argentina, hijo de Margarita Leis y de Francisco Yaben, pasó su niñez y adolescencia en el campo, en los partidos de Rauch y Partido de Ayacucho. Cursó sus estudios en la Escuela Naval Militar, de la que egresó en 1910, tras haber participado en el noveno viaje de instrucción de la fragata Presidente Sarmiento. Como joven oficial sirvió en el acorazado Almirante Brown, en la cañonera Paraná, en los cruceros Crucero 9 de Julio y 25 de Mayo, en los transportes 19 de Mayo y Guardia Nacional, el buque tanque Ministro Ezcurra y los cruceros acorazados Pueyrredón y Garibaldi. Fue jefe de torre de artillería en el acorazado Rivadavia.
Tras cursar el curso de oficiales en la entonces Escuela de Aplicación para Oficiales, fue el jefe de artillería del crucero acorazado San Martín y oficial de derrota en el crucero acorazado General Belgrano. Tras prestar servicios en el Estado Mayor de la División Naval, alcanzó en 1923 su primer mando autónomo, en un aviso y de un buque tanque. Prestó también servicios en la Base Naval Río Santiago, en el Estado Mayor General de la Armada y en la Escuela Naval Militar. Se retiró del servicio activo en 1834 con el rango de Capitán de Fragata.

## Obra historiográfica
Desde entonces se dedicó a publicar sus libros de historia, con gran predominio de las biografías. Entre su obra escrita merece citarse su primera obra publicada, que es también por la que es más conocido: Biografías Argentinas y Sudamericanas, en cinco tomos (1938-1940). Publicó también:
- Los Balcarce, familia patricia (1942),
- Efemérides Sarmartinianas (1944),
- 'Bosquejo biográfico del coronel guerrero de la Independencia Juan Antonio Garretón (1944),
- El origen de los colores y la creación de la bandera nacional (1945),
- Bosquejo biográfico del coronel de marina Tomás Espora (1945),
- Bosquejo biográfico del general de división Martín de Gainza (1946),
- Vida militar y política del coronel Julio Campos (1949),
- Por la gloria del general San Martín (1950),
- El Gran Mariscal Castilla (1954).

También publicó gran cantidad de artículos y monografías en publicaciones tales como la Revista Militar, el Boletín del Centro Naval y el Boletín de la Academia Nacional de la Historia.
Fue miembro de la Comisión Nacional de Museos y de Monumentos y Lugares Históricos, vicepresidente del Instituto Nacional Belgraniano, uno de los fundadores y presidente del Instituto Nacional Sanmartiniano entre 1952 y 1955 , en el cual fundó y dirigió la revista San Martín, Director del Archivo General de la Nación y desde 1945 fue académico de número de la Academia Nacional de la Historia, con el sitial número catorce.
Falleció en Buenos Aires en el año 1981. En 1912 se casó en San Lorenzo (Santa Fe) con Josefa Esther Capella, con quien tuvieron una hija, Antonia Esther Yaben.